# 평창 월정사 석조보살좌상
평창 월정사 석조보살좌상(平昌 月精寺 石造菩薩坐像)은 강원특별자치도 평창군, 월정사에 있는 고려시대의 보살상이다.
1963년 1월 21일 대한민국의 보물 제139호 월정사 석조보살좌상(月精寺 石造菩薩坐像)으로 지정되었다가, 2010년 8월 25일 평창 월정사 석조보살좌상(平昌 月精寺 石造菩薩坐像)으로 명칭이 변경되었고, 2017년 1월 2일 대한민국의 국보 제48-2호로 승격되었다.

## 개요
월정사 경내의 8각 9층탑을 향해서 정중하게 오른쪽 무릎을 꿇고 왼다리를 세워 탑에 대해 공양하는 것 같은 모습을 하고 있는 높이 1.8m의 보살상이다.
머리에는 높다란 관(冠)을 쓰고 있으며 갸름하면서도 복스러운 얼굴에는 만면에 미소가 어려 있다. 머리칼은 옆으로 길게 늘어져 어깨를 덮고 있고, 목에는 아주 뚜렷한 3줄의 주름이 표현되어 있다. 목걸이는 매우 섬세하고 곱게 조각하여 가슴에까지 늘어지게 장식하였다. 보살이 입고 있는 옷은 얇고 가벼워 몸에 밀착되어 있고 옷주름은 모두 희미하다. 오른쪽 팔꿈치는 동자상을 받침으로 고이고 있으며 동자상의 머리에 팔꿈치를 올려 놓아 편안한 자세를 취하고 있다.
이 석조 보살좌상은 이곳에서 그리 멀지 않은 강릉 신복사지 석불좌상(보물 제84호)과 같은 형식이지만 상체에 비해 하체가 빈약하여 조형상 다소 불균형스런 모습이다. 그러나 개태사와 신복사지 탑 공양상과 더불어 고려시대 화엄종 계통사원에서 만든 특징을 보여주는 대표적인 예이며, 당대 불교사상의 한 단면을 살펴볼 수 있는 작품으로 높이 평가된다.

## 국보 승격사유
월정사 석조보살상은 팔각구층석탑의 남쪽 전방에 무릎을 꿇고 앉아 두 손을 가슴 앞에 모아 탑을 향해 무엇인가 공양을 올리는 자세를 갖추고 있는 점에서, 원래부터 탑과 공양보살상은 한 세트로 만들어진 것으로 이해된다. 이 보살상은 고려 후기민지(閔漬, 1248∼1326)가 찬한『오대산사적(五臺山事蹟)』의 「신효거사친견오류성중사적(信孝居士親見五類聖衆事跡)」에 “탑 앞에 약왕보살의 석상이 손에 향로를 들고 무릎을 괴고 앉아 있는데, 전해오기를 이 석상은 절 남쪽의 금강연에서 솟아나왔다”라고 기록하고 있는데, 지금의 모습과 꼭 일치한다. 이에 따라 이 보살상은 대체로 『묘법연화경(妙法蓮華經)』권6 「약왕보살본사품(藥王菩薩本事品)」에 근거하여 조성된 ‘약왕보살’로 일컫는다.
석조보살상은 전체적으로 양감이 강조된 모습이며, 안정되고 균형 잡힌 자세와 알맞은 비례를 갖추고 있으며, 보관과 귀걸이, 팔찌, 가슴 영락 장식 등 세부표현도 화려하고 섬세하다.
이와 같은 탑전(塔前) 공양보살상은 이전에는 찾기 힘든 고려 전기적 특징인 동시에 다른 나라에서는 볼 수 없는 우리나라만의 독창적인 도상과 구성이라는 점에서 중요한 가치와 의미를 지닌다. 또한 강원도 지역에 집중적으로 조성되어 고려 불교조각의 지역성 연구에도 중요한 자료라 할 수 있다. 그런데 현재 보살상과 세트로 조성된 월정사 팔각구층석탑은 국보 제48호로 지정되어 있고, 석조보살상은 보물 제139호로 별도로 지정되어 별개라는 느낌을 줄 수 있으므로, 이미 국보로 지정된 월정사 팔각구층석탑과 함께 묶어 국보로 지정하는 것이 조성 당시의 조형적, 신앙적 의미를 모두 찾을 수 있을 것으로 판단된다.

## 같이 보기
- 월정사
- 평창 월정사 팔각 구층석탑

## 참고 자료
- 평창 월정사 석조보살좌상 - 국가유산청 국가유산포털